# White Pass
Il White Pass è un valico di 873 metri di altezza sul confine Stati Uniti - Canada che collega la città di Skagway (Alaska) con la città Whitehorse (Territorio dello Yukon).

## Geografia fisica
Il passo è attraversato dalla ferrovia "White Pass Trail" e dalla strada statale 98 (parte degli Stati Uniti) e 2 (parte del Canada). Si trova nelle Montagne Costiere e dal Pacifico conduce alla catena di laghi preso le sorgenti del fiume Yukon: Crater 59°42′26″N 135°13′35″W, Lindeman 59°48′14″N 135°04′01″W e Bennett 59°57′52″N 134°57′05″W. Parallelamente al passo White, a circa 6 km a nord-ovest, si trova il "Chilkoot Pass" sulla "Chilkoot Trail" che collega la città fantasma Dyea (Skagway) con la città di Bennett (sul lago omonimo). Questo percorso usato dai primi cercatori d'oro, è ora il percorso escursionistico più famoso dell'Alaska.

## Storia
Il passo, e tutta la zona circostante, inizialmente era controllata dagli indiani Chilkoot. Solamente nel 1887, in cerca di una via percorribile dai carri, fu individuato il valico.

## La linea ferroviaria
La ferrovia chiamata "White Pass & Yukon Route" è stata costruita nel 1898 durante la corsa all'oro nel Klondike. Fu chiusa nel 1982 ma riattivata turisticamente nel 1988.

## Alcune immagini del percorso Skagway - White Pass

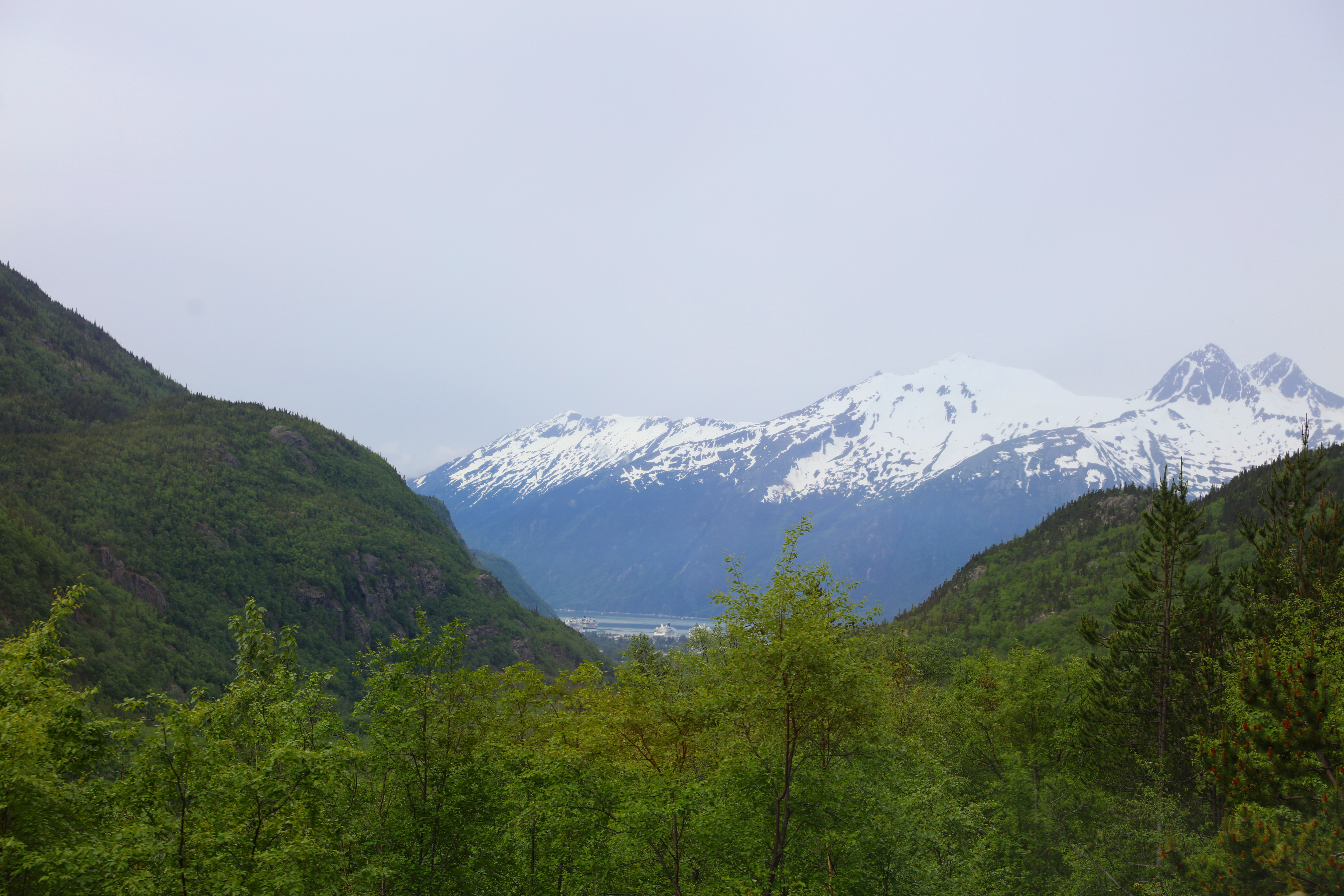
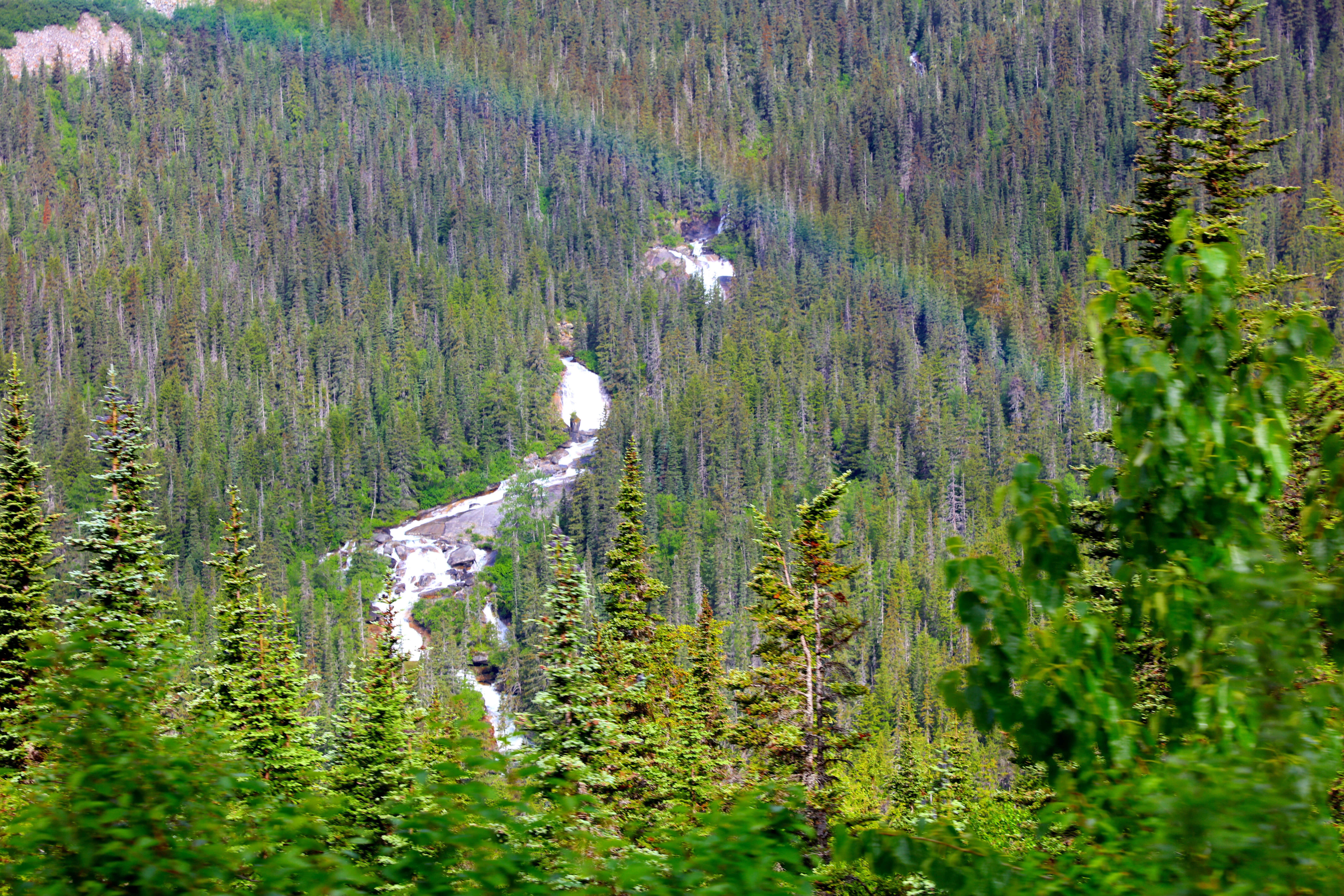
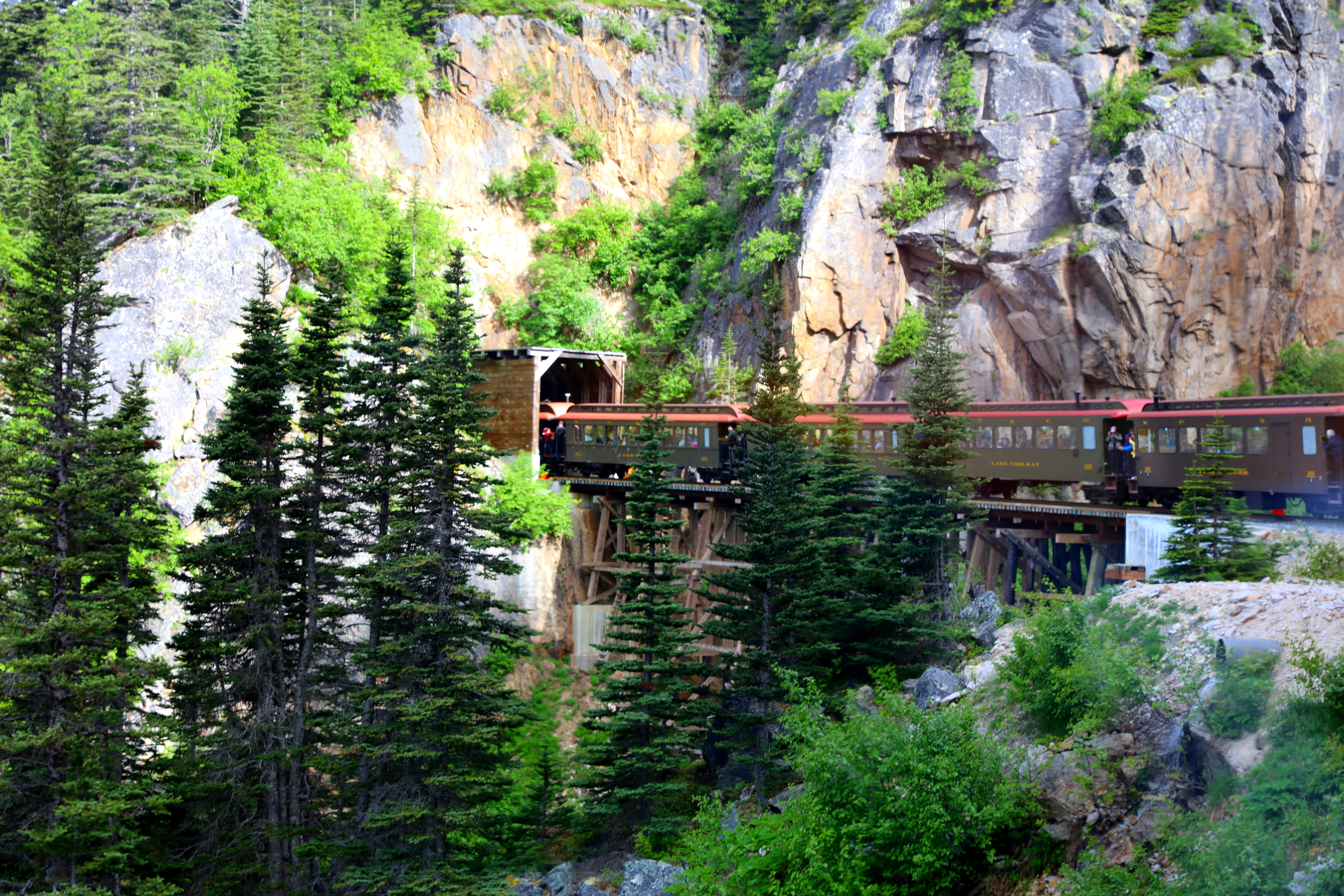
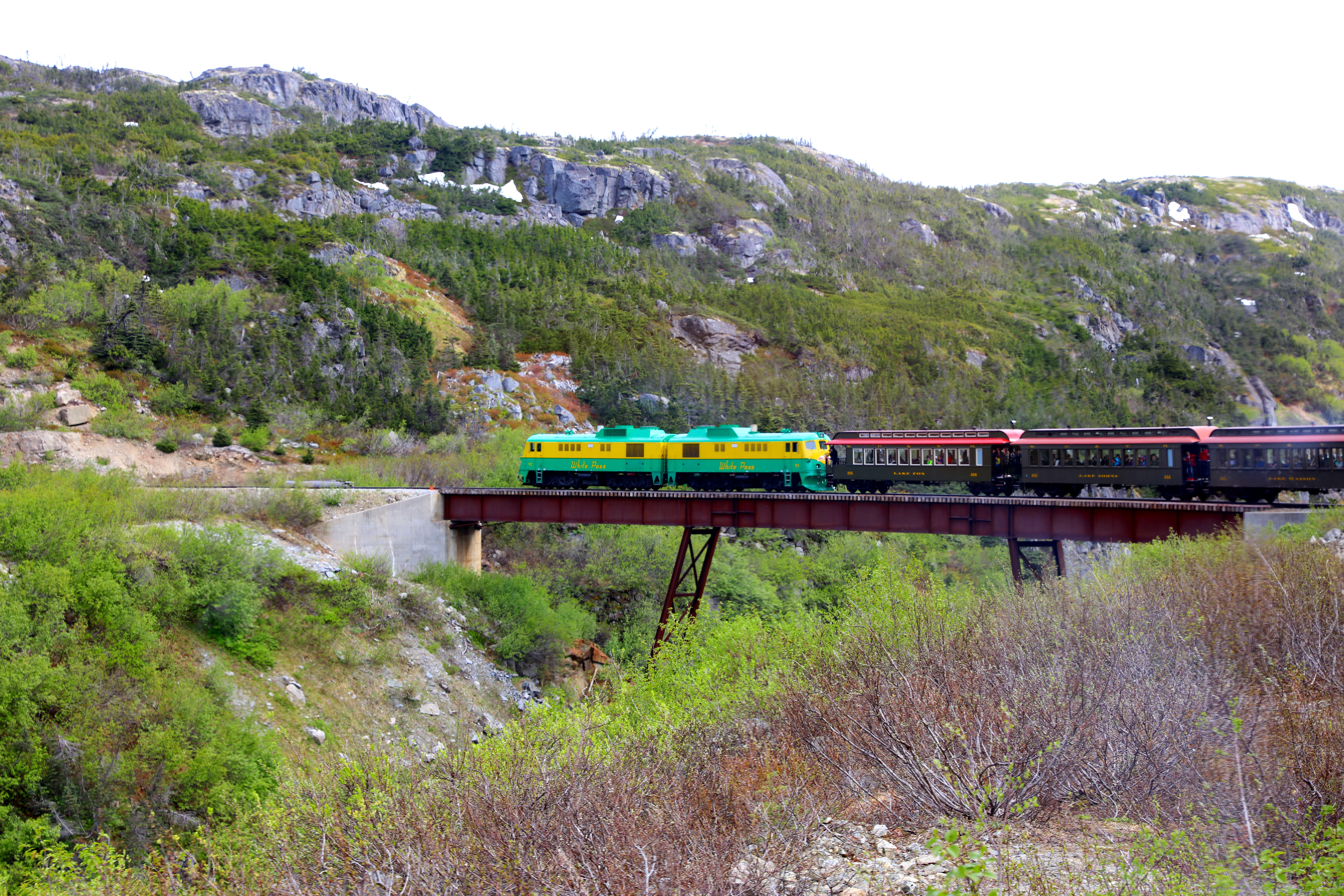
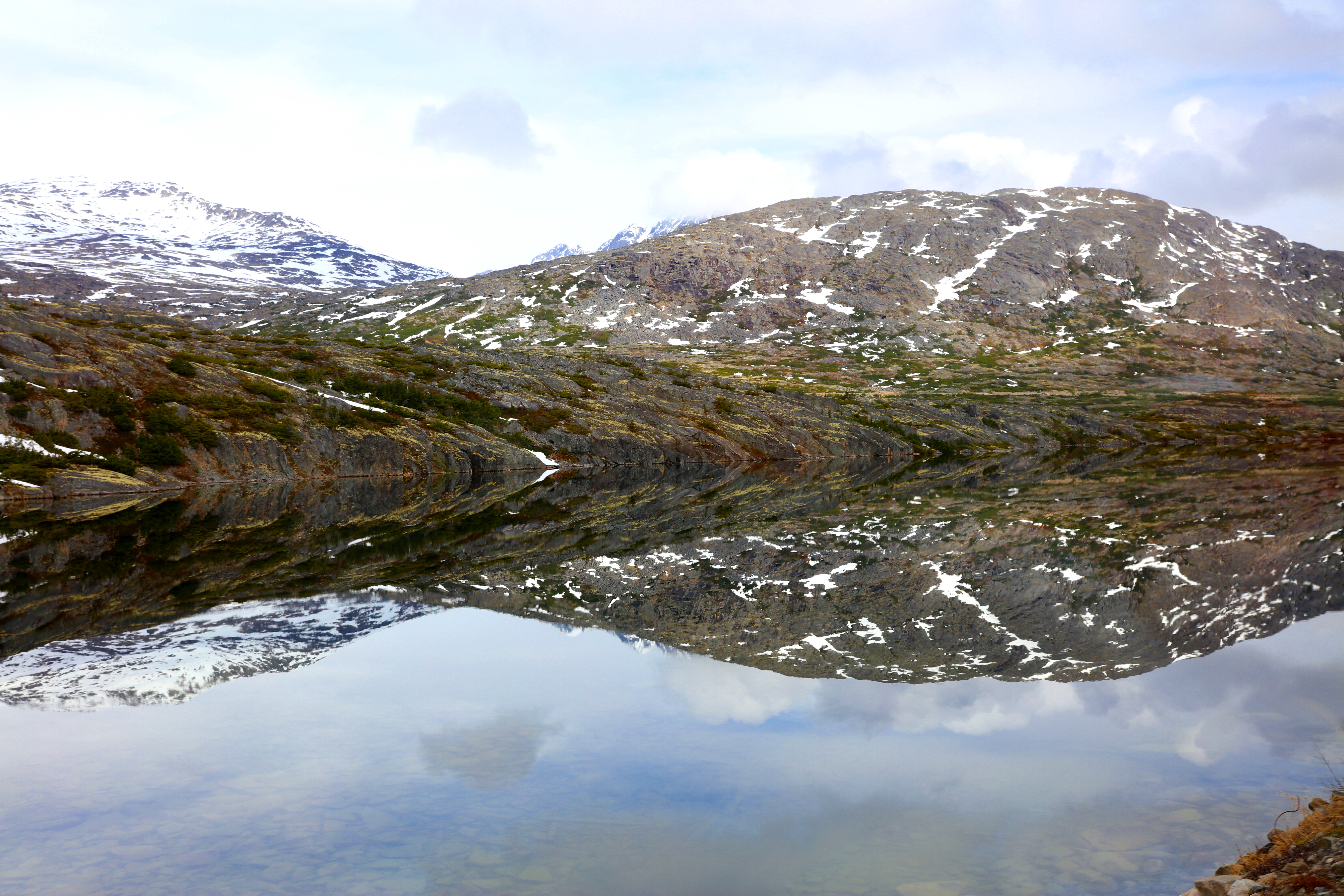
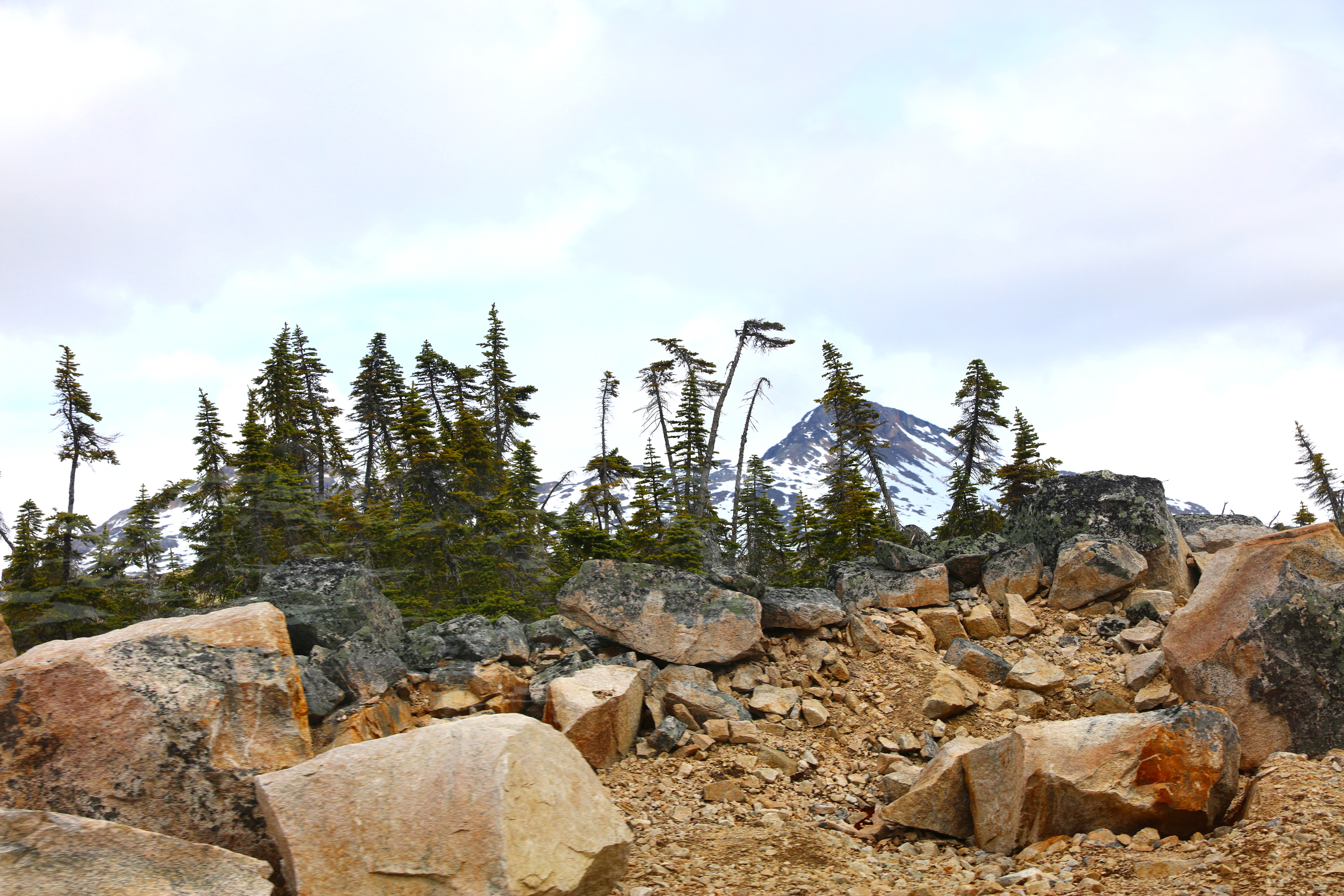
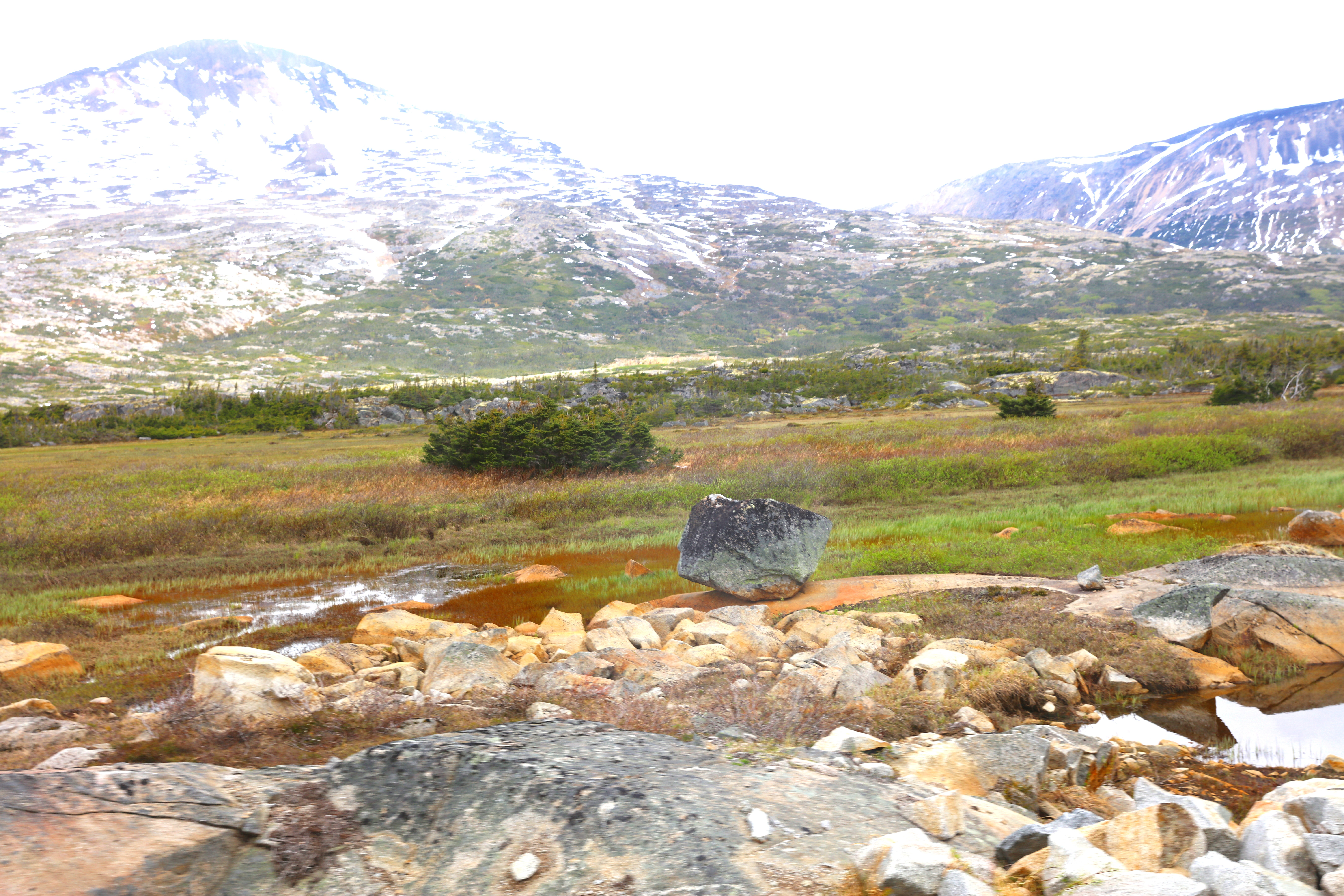
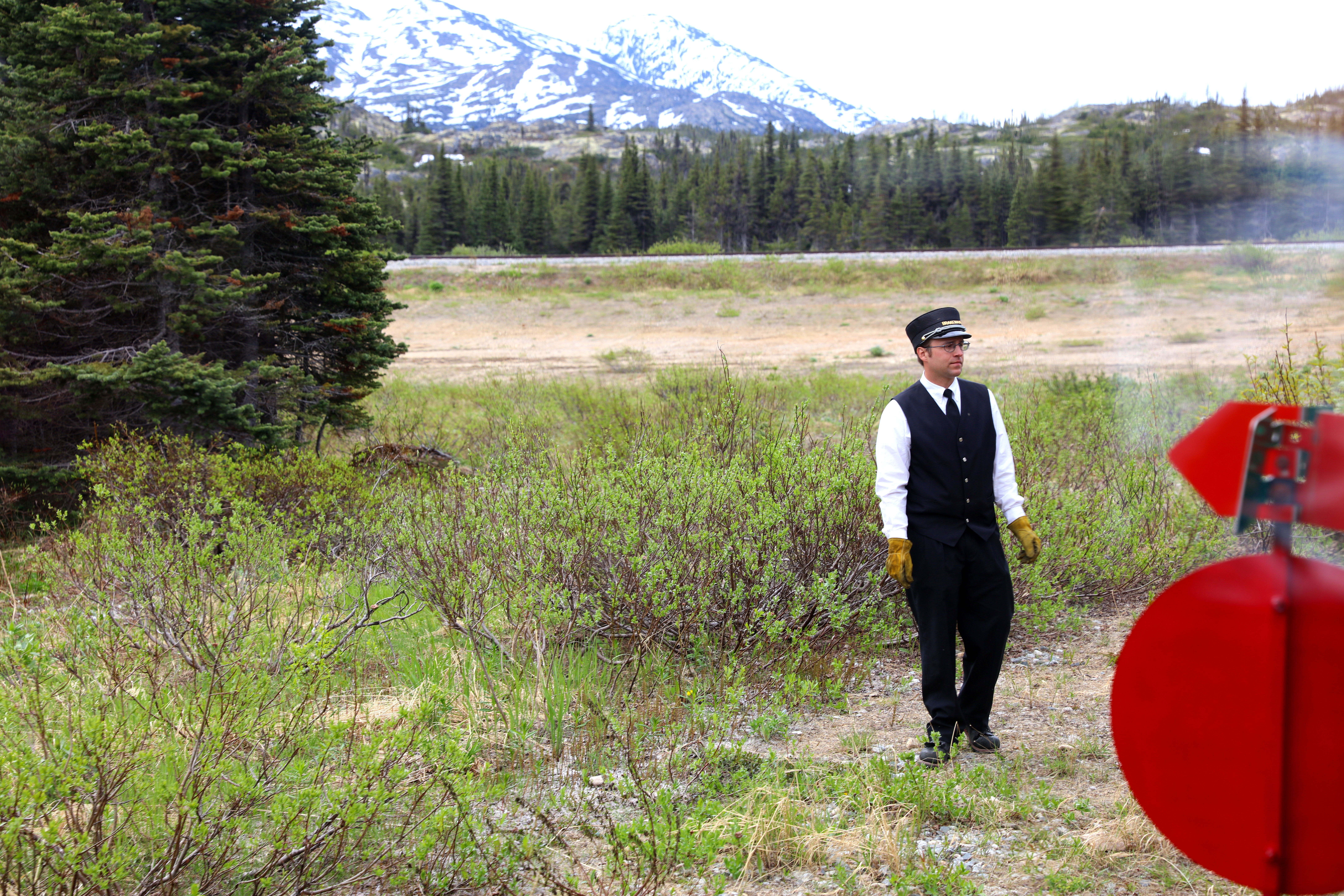
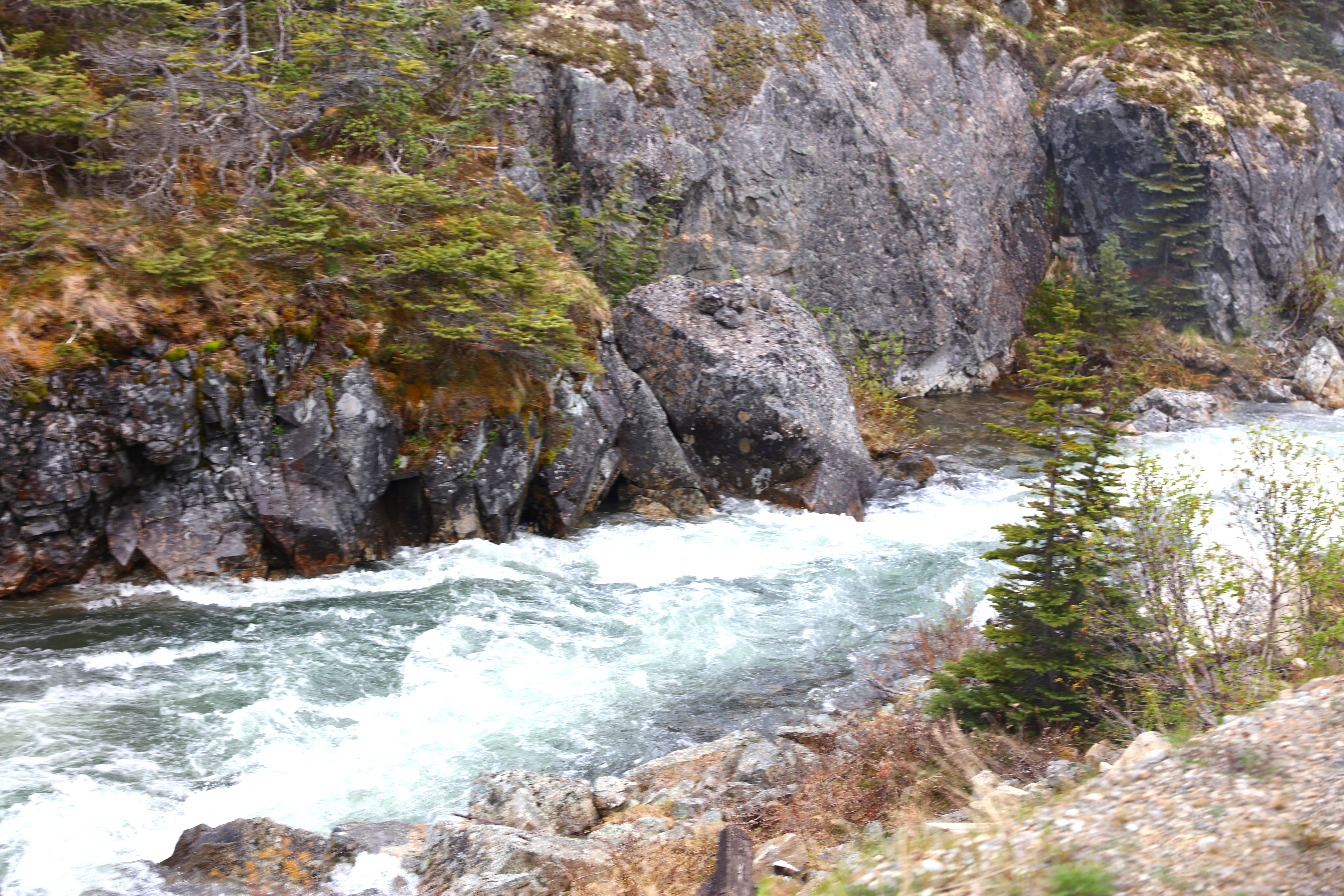